# فرناندو رودريغيز منديز
فرناندو رودريغيز منديز (بالإسبانية: Fernando Méndez)‏ هو كاتب وصحفي إسباني، ولد في 1964 في بوينس آيرس في الأرجنتين.